# Seznam dílů seriálu Kobra 11: Nasazení týmu 2
Toto je seznam dílů seriálu Kobra 11: Nasazení týmu 2. Německý akční kriminální seriál Kobra 11: Nasazení týmu 2 (v originále Alarm für Cobra 11 – Einsatz für Team 2) vysílala televize RTL v letech 2003–2005 jako spin-off seriálu Kobra 11.

## Přehled řad
| Řada | Díly | Premiéra v Německu | Premiéra v Německu | Premiéra v ČR     | Premiéra v ČR   |
| Řada | Díly | První díl          | Poslední díl       | První díl         | Poslední díl    |
| ---- | ---- | ------------------ | ------------------ | ----------------- | --------------- |
| 1    | 5    | 17. dubna 2003     | 15. května 2003    | 18. května 2003   | 22. června 2003 |
| 2    | 6    | 27. října 2005     | 8. prosince 2005   | 18. července 2005 | 22. srpna 2005  |

## Seznam dílů
Seznam je řazen primárně podle produkčního pořadí dílů. Televize RTL však odvysílala epizody druhé řady v pozměněném pořadí.
Tučně označený pilotní film. 

### První řada (2003)
| Č. v seriálu | Č. v řadě | Původní název                 | Český název        | Režie                               | Scénář                           | Datum premiéry  | Natočeno |
| ------------ | --------- | ----------------------------- | ------------------ | ----------------------------------- | -------------------------------- | --------------- | -------- |
| 1            | 1         | Countdown auf der Todesbrücke | Most smrti         | Michael Kreindl a Raoul W. Heimrich | Dieter Tarnowski                 | 17. dubna 2003  | 2001     |
| 2            | 2         | Tödliche Träume               | Láska a smrt       | Sigi Rothemund                      | Ralf Ruland                      | 24. dubna 2003  | 2001     |
| 3            | 3         | Strafversetzt                 | Přeložení za trest | Sigi Rothemund                      | Ingo Regenbogen a Horst Wieschen | 8. května 2003  | 2001     |
| 4            | 4         | Augenzeuge                    | Očitý svědek       | Michael Kreindl                     | Jörg Schnitger a Sven Ulrich     | 22. května 2003 | 2001     |
| 5            | 5         | Verschwunden                  | Únos               | Michael Kreind                      | Andreas Sölken a Horst Wieschen  | 15. května 2003 | 2001     |

Postavy
- Frank Traber
- Sussana von Landitzová
- Tom Kranich (1. epizoda)
- Semir Gerkhan (1. epizoda)
- Anna Engelhardtová
- Andrea Schäferová
- Dieter Bonrath
- Horst „Hotte“ Herzberger

### Druhá řada (2005)
| Č. v seriálu | Č. v řadě | Původní název      | Český název    | Režie             | Scénář                           | Datum premiéry     | Natočeno |
| ------------ | --------- | ------------------ | -------------- | ----------------- | -------------------------------- | ------------------ | -------- |
| 6            | 1         | Eiskalte Gier      | Hrabivost      | Axel Sand         | Ingo Regenbogen a Horst Wieschen | 3. listopadu 2005  | 2003     |
| 7            | 2         | Die Abrechnung     | Odplata        | Axel Sand         | Ralf Ruland                      | 10. listopadu 2005 | 2003     |
| 8            | 3         | Fahrschule         | Autoškola      | Raoul W. Heimrich | Arzu Özer                        | 17. listopadu 2005 | 2003     |
| 9            | 4         | Zahltag            | Výplatní den   | Raoul W. Heimrich | Andreas Sölken a Horst Wieschen  | 27. října 2005     | 2003     |
| 10           | 5         | Explosive Mischung | Výbušná směs   | Sigi Rothemund    | Jörg Alberts a Jeanet Pfitzer    | 1. prosince 2005   | 2003     |
| 11           | 6         | Zeugenschutz       | Ochrana svědků | Sigi Rothemund    | Dieter Tarnowski                 | 8. prosince 2005   | 2003     |

Postavy
- Frank Traber
- Sussana von Landitzová
- Anna Engelhardtová
- Andrea Schäferová
- Dieter Bonrath
- Horst „Hotte“ Herzberger
- Hartmut Freund